# Patrik Gustavsson
Patrik Gustavsson, född 1969 i Eskilstuna, är en svensk konstnär verksam i Stockholm.
Gustavsson studerade på Konsthögskolan i Umeå 1995-2000 och arbetade sedan i New York 2000-2001.
Patrik Gustavsson har ställt ut regelbundet i Sverige och utomlands och också arbetat en hel del med offentliga utsmyckningar . 2002 gjorde han en utställning på Olle Olsson-huset i Solna och inledde samtidigt samarbete med galleristerna Mariann Ahnlund i Umeå och Peter Bergman i Stockholm, på vars gallerier han gjorde separatutställningar 2002 respektive 2004. Andra framträdanden har bland annat skett på Galleri Ynglingagatan 1, Moderna museet och Wanås skulptur.